# Nicolae Pâslaru
Nikolaj Paslar (rumunsky Nicolae Pâslaru) nebo (bulharsky Николай Паслар), (* 12. června 1980 v Tarakliji, Sovětský svaz) je moldavský zápasník volnostylař, který od roku 2000 reprezentoval Bulharsko. Volnému stylu se začal věnovat v 10 letech. V mladí prošel juniorskými výběry Moldavska. Připravoval se pod vedením Oleksandra Zubrylina. V roce 1999 ho zlákali do svých řad Bulhaři za lepšími tréninkovými podmínkami. Jeho trenérem v Bulharsku byl Simeon Šterev. V roce 2000 se kvalifikoval na olympijské hry v Sydney, ale na hrách nemohl startovat kvůli nesouhlasu moldavské strany. Od roku 2002 přešel do velterové váhy kvůli snžení počtu váhových kategorií. V roce 2004 již souhlasné stanovisko Moldavska pro start na olympijských hrách v Athénách nepotřeboval. Ve velterové váze však ztratil dřívější suverenitu a v Athénách nepostoupil ze základní skupiny. Na sezónu 2005 se dokázal kvalitně připravit, ale v dalších sezonách jeho výkonnost postupně klesala. V roce 2008 se na olympijské hry nekvalifikoval. V bulharské reprezentaci se naposledy objevil v roce 2013 se střední váze.